# Скопски партизански одред
Први скопски народноослободилачки партизански одред био је прва партизанска јединица НОВЈ у Македонији. Формиран је 22. августа 1941. године код у Чифлику код Градског парка у Скопљу. Дејствовао је у ширем рејону Скопља до 2. новембра 1941. када је распуштен. Први командант одреда био је Чедомир Миленковић, а затим од 18. до 31. октобра Љубомир Лековић. Политички комесар одреда био је Даме Крапчев. За време постојања Одреда, у њему су се, непрекидно или повремено, борила 42 борца, од којих је 17 погинуло током НОБ. После рата три борца из одреда (Раде Јовчевски, Боро Петрушевски и Александар Урдаревски) проглашени су народним херојима Југославије.
22. августа 1981, на месту формирања одреда откривен је споменик у част одреда, који је урадио вајар Максим Димановски.

## Формирање одреда
Одред је формиран после одлуке о покретању оружане борбе, донете на илегалном јунском саветовању Скопске организације КП у Македонији (одржаном у Козлу 22. јуна 1941). Одред је формиран од 12 или 13 бораца, углавном из састава пет претходних скопских диверзантских група. У његовом саставу придружила су му се укупно 42 борца, мешовитог националног састава - Македонци, Срби, Албанци, Турци, Црногорци, Хрвати и Чеси.

## Борбени пут одреда
Одмах по формирању, Одред је извршио диверзију на руднику Радуша, након чега је отишао на планину Водно. После сукоба Боре Петрушевског са бугарском полицијом и после хапшења курира, Босе Ђурашковића 8. септембра, 9. септембра прешао је у стару диверзантску базу код Вардара, а одатле сутрадан прешао на Скопску Црну гору, где се склонио у малој пећини Лазаров Камен код села Чучер (од 11. септембра до прве половине септембра) и у манастиру „Благовештење“ (од 18. септембра до средине октобра) .
Дана 28. септембра одржан је заједнички састанак активиста Народноослободилачког покрета из села са Скопске Црне горе у селу Горне Бавце, где је затим формиран први македонски локални народноослободилачки одбор у селу Чучер 4. октобра. Тамо су борци тестирали илегално направљене ручне бомбе у Скопљу, прегледали објекте на железничкој прузи у Качаничкој клисури за могуће детонације, убили једног шумара 30. октобра и борили се са бугарским снагама у области Ђорче Петров. Дана 7. октобра, борци одреда извели су акцију ликвидације бугарских полицијских агената Мане Мачкова и Круме Панкова, у којој је погинуо Благоја Деспотовски, а Александар Смилковски је ухапшен. Дана 18. октобра, у рејону Беле Воде, на десној страни реке Лепенец, борци одреда су положили партизанску заклетву.

## Расформирање одреда
Тешки услови за акцију услед притиска бугарске војске и полиције, као и предстојећа зима и обрачун окупатора са кумановским партизанским одредима (Козјачки и Карадачки одред) и Првим прилепским партизанским одредом „Гоце Делчев“, у Штабу одреда изазвало је оклевање у односу на наставак активности Одреда. Дана 2. новембра 1941, донета је одлука о привременом распуштању одреда, након чега је одред расформиран код села Злокућани, код Скопља.
Након што је одред расформиран, његови борци су илегално ушли и разишли се по Скопљу. Од 5. до 8.новембра група од шест бораца Скопског одреда илегално је прешла у Велес, намеравајући да се прикључи Прилепском партизанском одреду. У групи су били Васил Антевски – Дрен, Благоја Давков, Невена Георгиева – Дуња, Боро Бочевски, Даме Крапчев и Боро Ончев.
Дана 6. јануара 1942, поред реке Лепенец, на путу Скопље-Качаник, борци Скопског одреда, Даме Крапчев, Александар Урдаревски и Трајко, упознали су Стојкова. Договорили су се да оду на Косово да би се повезали са тамошњим Народноослободилачким покретом.
17. априла 1942 Даме Крапчев, Раде Јовчевски – Корчагин, Кемал Сејфула, Трајко Стојков и Ђорђи Саздовски ступили су у новоформирани Други скопски партизански одред, који је при формирању бројао 10 бораца.

## Борци одреда
Првих 12 партизана који су 22. августа формирали Скопски партизански одред су:
- Даме Крапчев - Стари
- Чедомир Миленковић – Мирко
- Боро Боцевски - Боте
- Невена Георгиева-Дуња
- Благоја Деспотовски - Шовељ
- Раде Јовчевски - Корчагин
- Стерјо Кранго – Дучо
- Павле Момчиловић
- Боро Ончев
- Александар Смилковски
- Светозар Томић
- Боро Трајковски – Ђуро
- Мизрахи Сами

Касније се одреду придружују:
- Васил Антевски - Дрен
- Роберт Гајдик
- Благој Давков – Блатски
- Хамди Демир
- Никола Димитровски - Грчето
- Боса Ђурашковић – Дусја
- Васил Зафировски – Чанак
- Илија Јакимовски
- Антун Колендић — Беличанец
- Александар Крстевски – Парто
- Љубомир Лековић - Горски
- Владимир Матсанов – Лефтер
- Рамадан Махмут – Оквир
- Кемал Мусли – Хуријет
- Негре Новаковски
- Срећко Петровски
- Боро Петрушевски – Обућар
- Мустафа Рашит - Чупчик
- Периша Савелић – Самсон
- Ђорђи Саздовски – Гого
- Кемал Сејфула – Орак
- Александар Спасовски – Губитник
- Коце Стојановски - Металец
- Трајко Стојков
- Драган Томић
- Александар Урдаревски – Станко
- Благоја Урдаревски
- Драгиша Урдаревски
- Абдураман Хусеин – Глумац
- Хајри Хусеин
- Иван Циганов – Вања
- Бранислав Шикић